# باشق الأوفامبو
باشق الأوڤامبو هو أحد أنواع الجوارح المُنتمية لفصيلة البيزان.
يشملُ موطن هذه الطيور دول: أنغولا، وبنين، وبوتسوانا، وبورندي، والكاميرون، وأفريقيا الوسطى، والتشاد، والكونغو الديمقراطيَّة، وساحل العاج، وأثيوپيا، وغانا، وغينيا، وكينيا، ومالاوي،ومالي،و الموزمبيق، وناميبيا،و نيجيريا، وراوندا، والسنغال، وجنوب أفريقيا، وسوازيلاند، وتنزانيا، وتوغو، وأوغندا، وزامبيا، وزيمبابوي.

## وصلات خارجيَّة
- باشق الأوڤامبو- معلوماتٌ عن النوع في أطلس الطيور الأفريقيَّة الجنوبيَّة